# Piscinas
Piscinas ist eine italienische Gemeinde (comune) mit 771 Einwohnern (Stand 31. Dezember 2023) in der Provinz Sulcis Iglesiente auf Sardinien. Die Gemeinde liegt etwa 15 Kilometer südöstlich von Carbonia und etwa 28 Kilometer südsüdöstlich von Iglesias am Parco Geominerario Storico ed Ambientale della Sardegna.

## Verkehr
Durch die Gemeinde führt die Strada Statale 293 di Giba von Sanluri nach Giba.